# عهدیه
عَهدیه بدیعی (زادهٔ ۳۰ شهریور ۱۳۲۸) با نام هنری عَهدیه، از خوانندگان موسیقی اصیل ایرانی است. او از سال ۱۹۷۶ به‌همراه خانواده‌اش در مادرید، اسپانیا زندگی می‌کند. عهدیه بدیعی، جزو بهائیان ایرانی است.

## زندگی
عَهدیه بدیعی در سال ۱۳۲۸ خورشیدی (۲۵۰۸ شاهنشاهی) در تهران متولد شد. پدرش اهل روستای سهزاب توابع شهرستان سراب بود. از سن پنج شش سالگی در گردهمایی هایِ خانوادگی می‌خواند. سرانجام با تشویق، راهنمایی و پشتکار مادرش در سن ۸ سالگی به رادیو ایران و برنامهٔ کودک راه پیدا کرد. در آن زمان خوانندگان برنامه کودک آهنگ‌های خوانندگان بزرگ‌تر را می‌خواندند ولی اشعار آن‌ها عوض شده و مناسب با حال و هوای بچه‌ها سروده می‌شد.
در حدود ۲۰۰ ترانه برای بچه‌ها خواند. ارکستر برنامه کودک که او را همراهی می‌کرد، از بهترین و هنرمندترین افراد تشکیل شده بود که به‌طور رایگان و صرفاً به‌خاطر عشق به این برنامه همکاری می‌کردند. از جمله سورِن، آهنگساز و هنرمند معروف، که چند ساز مختلف را به خوبی می‌نواخت: ویولن، بانجو، ماندولین، پیانو و آکوردئون. واروژان که معمولاً کنترباس می‌نواخت و در موسیقی پاپ دستی داشت. منوچهر بیگلری که نوازه ترومپت بود. آندرانیک پیانیست و نیکُل الوندی نوازنده جاز به‌شمار می‌آمد.
دختران نیکُل یعنی آلیس و بلّا هم از خوانندگان خوب برنامهٔ کودک بودند و همچنین سیما بینا که قدیمی‌تر از عهدیه بود. مادر عهدیه نه تنها همیشه همراه و راهنمای او بود بلکه اشعار ترانه‌های عهدیه را برای برنامهٔ کودک می‌سرود. رئیس برنامهٔ کودک در آن زمان داوود پیرنیا بود که برنامه‌های کلاسیک گل‌ها نیز به ابتکار و سرپرستی ایشان تهیه می‌شد. داوود پیرنیا از همان موقع به عهدیه می‌گفت که وقتی بزرگ‌تر شد در برنامه‌های گل‌ها خواهد خواند و همین‌طور هم شد یعنی اوّلین برنامهٔ گل‌ها (شاخه گل شمارهٔ ۳۲۸) را در سن ۱۴ سالگی اجرا کرد. از همان سن ۱۳–۱۴ سالگی در برنامهٔ دیگری هم بنام جوانان شروع به خواندن کرد و تقریباً ۳۰ ترانه برای این برنامه خواند.
همزمان با کارهای هنری تحصیلات خود را نیز دنبال می‌کرد. در دورهٔ دانشگاه، در رشتهٔ حسابداری با درجهٔ لیسانس فارغ‌التحصیل شد. در ضمن در کلاس‌های خصوصی موسیقی به فراگیری سُلفژ (نُت خوانی) موفّق شد. معلّم سُلفژ او علی رهبری بود. دانستن نُت و نوشتن و خواندن آن در کار هنری برای او کمک مؤثّری بود.
از کارهای چشم‌گیر او همکاری با سینمای ایران بود که از سنین نوجوانی صدایش با چهره‌های درخشان در فیلم‌های فارسی، از جمله: فروزان، آذر شیوا، پوری بنایی، کتایون، فریبا خاتمی، فرانک میرقهّاری، جمیله، مرجان، ملوسک، شهناز تهرانی، شورانگیز طباطبایی، و… همراه می‌شد.
۱۹ ساله بود که به‌عنوان یکی از بهترین خواننده‌های رادیو ایران، در فستیوال بین‌المللی شیراز، بنام جشن هنر شیراز، شرکت کرد. این فستیوال را فرح پهلوی، شهبانوی ایران، برگزار کرده بود که بعضی از هنرمندان نامی دنیا از جمله یهودی منوهین نیز در آن شرکت داشتند. از سوی برنامهٔ گل‌های رادیو ایران عهدیه و عبدالوهّاب شهیدی برگزیده شدند تا در آن فستیوال هنری در شیراز برنامه‌هایی اجرا کنند. برنامه‌های ایرانی در حافظیه و سعدیه که برای این فستیوال مجهز و آماده شده بودند اجرا می‌شدند.
پس از پایان تحصیلات دانشگاهی به مدت ۲ سال در سپاه دانش دختران با درجهٔ افسری به انجام نظام وظیفه پرداخت ولی همزمان با تحصیلات دانشگاهی و دورهٔ سپاهی دانش همچنان فعالیت‌های هنری اش را حتی در همان سال‌ها هم با پشتکار فراوان پیگیری می‌کرد.
برنامه‌های گل‌ها در رادیو ملی ایران که در دستگاه‌های موسیقی کلاسیک ایران که همواره با ارکستر انجام می‌شد و کار سنگینی بود و نیز تولید ترانه‌های مختلف پاپ رادیویی، یا ترانه‌های فیلم‌های فارسی که از همه بیشتر زمان و انرژی و توجه و تمرکز را به خود اختصاص می‌داد.
در سال ۱۳۵۵ دو سال پیش از انقلاب به اسپانیا رفت و کمی پس از آن ازدواج کرد و دارای چهار فرزند (۳ دختر و ۱ پسر) شد. عهدیه از سال ۱۹۷۶ تاکنون، به‌همراه خانواده‌اش در مادرید، اسپانیا به‌سر می‌برد.
به‌گفتهٔ خودش، وی ۵۵ ترانه در دستگ‌های موسیقی ایرانی برای برنامه‌های گل‌ها و نزدیک به ۳۰۰ ترانه در سبک‌های گوناگون برای رادیو ایران اجرا کرد و نیز بیش از ۷۰۰ ترانه برای فیلم‌های فارسی (بستگی به داستان فیلم‌ها) در سبک‌های بسیاری خواند که تا امروز نام عهدیه را برای نسل‌های کنونی همچنان آشنا و زنده نگاه داشته‌اند. عهدیه در دوران فعالیت‌های هنری‌اش هیچ‌گاه در مجلس‌های خصوصی و کاباره‌های تهران برنامه اجرا نکرد.
بیشتر آهنگسازان و ترانه‌سرایان بنام و سرشناس رادیو تلویزیون ملی ایران با عهدیه همکاری داشتند. آهنگسازانی چون جواد معروفی، مهدی خالدی، همایون خرّم، انوشیروان روحانی، عطاءالله خرّم، حسن یوسف‌زمانی، حسین واثقی، جواد لشکری، منوچهر لشگری، حسین صمدی، اکبر محسنی، امیر پازوکی، فرهاد فخرالدّینی، عماد رام، گودرزی؛ و از شاعران و ترانه‌سرایان: رهی مُعیّری، سیمین بهبهانی، بیژن ترّقی، هما میرافشار، رحیم معینی کرمانشاهی، ابوالقاسم حالت، تورج نگهبان، هدایت‌الله نیرسینا، رضا شمسا، محمدعلی شیرازی، مسعود هوشمند، کریم فکور، سعید دبیری، نظام فاطمی، بهادر یگانه، جعفر پورهاشمی، منوچهر معین‌افشار، لعبت والا، امان منطقی را می‌توان نام برد.
کنسرت‌هایی از طرف رادیو ایران در کشورهای گوناگون برگزار می‌شد که عهدیه نیز بارها در آن‌ها به هنرنمایی پرداخت به‌ویژه در کشورهایی که بسیاری از دانشجویان ایرانی را پذیرا بودند مانند ایالات متحده آمریکا و کشورهای اروپایی، لبنان و افغانستان.
از ترانه‌های ماندگار و خاطره‌انگیز عهدیه:
عاشق شدم من، فرشته‌ها، همچون گذشته‌ها، خاطرخواه، اوستا کریم، عشقی که زندگیمه، بیا بیا، نور خدا، کیمیای محبت، ایران، امروز و فردا، شهزادهٔ رؤیاها، کولی، مرا رها کن، قر تو کمرم فراوونه، خونهٔ خاله، چشم چرون، شوهر شوهر، بی‌تو هرگز، دامن کوه بلند، سرنوشت، الحذر، … و بسیاری ترانه‌های دیگر که هنوز بر صفحه‌های گرامافون و نوارهای کاست در خانه‌های مردم و نیز وبسایت‌های اینترنتی طنین افکن‌اند و خواستگاران فراوانی دارند.

## آلبوم‌ها

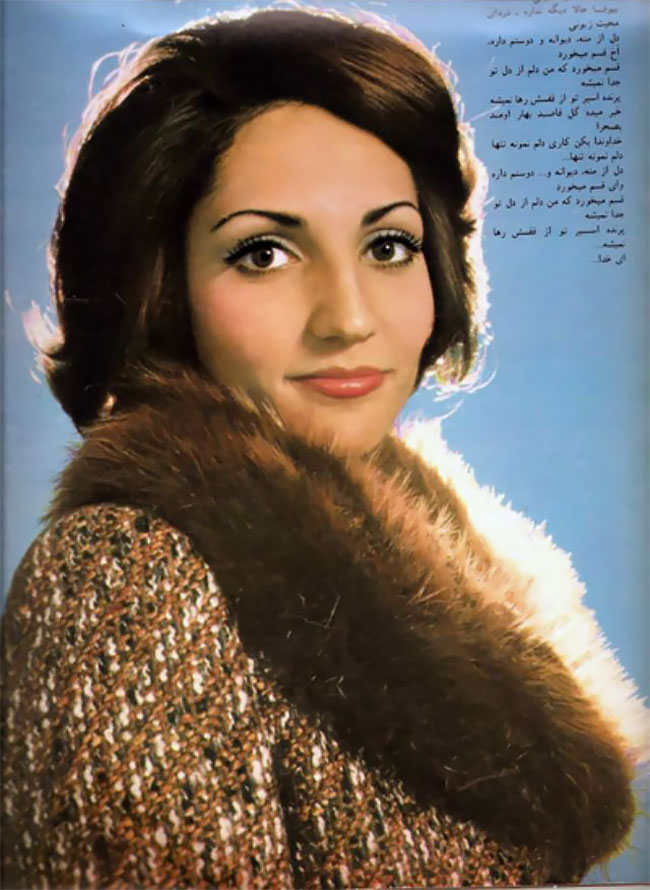
یک صفحه گرامافون از عهدیه.

آقا خوشگله
| نام ترانه     | ترانه‌سرا        | آهنگ‌ساز          | تنظیم |
| ------------- | --------------- | ---------------- | ----- |
| آقا خوشگله    | محمدعلی شیرازی  | حسین واثقی       |       |
| چشم‌چرون       | رضا شمسا        | حسین واثقی       |       |
| کی گفته       | رضا شمسا        | حسین واثقی       |       |
| منو لولو برده | محمدعلی شیرازی  | همایون خرم       |       |
| خدا خدا       |                 |                  |       |
| یادش بخیر     | تورج نگهبان     | پرویز اتابکی     |       |
| خواب و خیال   | هما میرافشار    | انوشیروان روحانی |       |
| رقص کمر       | کریم فکور       | رضا ناروند       |       |
| کولیم         | منوچهر گودرزی   | انوشیروان روحانی |       |
| سلومه         | ترکی            | ترکی             |       |
| جشن تولد      | پرویز خطیبی     | انوشیروان روحانی |       |
| زن            | رضا شمسا        | حسین واثقی       |       |
| خونه خالی     | معینی کرمانشاهی | عماد رام         |       |

با من از عشق بگو
| نام ترانه        | ترانه‌سرا       | آهنگساز    | تنظیم      |
| ---------------- | -------------- | ---------- | ---------- |
| دل دیوونه        | حسین واثقی     | حسین واثقی | کاوه حقیقی |
| امشب             | حسین واثقی     | حسین واثقی | کاوه حقیقی |
| با من از عشق بگو | حسین واثقی     | حسین واثقی | کاوه حقیقی |
| دختر بندری       | حسین واثقی     | حسین واثقی | کاوه حقیقی |
| ایران            | حسین واثقی     | حسین واثقی | کاوه حقیقی |
| طراوت گل         | فریدون علیخانی | حسین واثقی | کاوه حقیقی |
| همسایه‌ها         | ایرج رزمجو     | حسین واثقی | کاوه حقیقی |

بی تو می‌میرم
| نام ترانه            | ترانه‌سرا    | آهنگساز    | تنظیم |
| -------------------- | ----------- | ---------- | ----- |
| بی‌تو می‌میرم          | رضا شمسا    | حسین واثقی |       |
| گل دیدار             | آذر صراف‌پور | عهدیه      |       |
| بهار اومد            | رضا شمسا    | حسین واثقی |       |
| بی‌نهایت              | بیژن ترقی   | همایون خرم |       |
| شعری واسه خودم ندارم |             | حسین واثقی |       |
| شمیم نوروز           |             |            |       |
| همیشه تنها منم       |             |            |       |
| رسم دنیا             |             |            |       |
| جام جهان             |             |            |       |
| قهر نکن              | گودرزی      | گودرزی     |       |
| آهو                  | رضا شمسا    | گودرزی     |       |
| الا هزار             | رضا شمسا    | حسین واثقی |       |

چراغ بندر
| نام ترانه                    | ترانه‌سرا        | آهنگساز          | تنظیم |
| ---------------------------- | --------------- | ---------------- | ----- |
| چراغ بندر                    | حسین واثقی      | حسین واثقی       |       |
| بی‌تو هرگز (ترانه فیلم روسپی) | محمد علی شیرازی | انوشیروان روحانی |       |
| دو دلبر                      | حسین واثقی      | حسین واثقی       |       |
| خسته                         | ایرج جنتی عطایی | سورن             |       |
| حسادت                        |                 |                  |       |
| همش غم                       |                 |                  |       |
| چلچله                        | رضا شمسا        | حسین واثقی       |       |
| کیمیای محبت                  | معینی کرمانشاهی | انوشیروان روحانی |       |
| نگو از عشق                   | بیژن ترقی       | همایون خرم       |       |
| فریب                         |                 |                  |       |

قسم
| نام ترانه       | ترانه‌سرا       | آهنگساز          | تنظیم            |
| --------------- | -------------- | ---------------- | ---------------- |
| قسم             | نواب صفا       | انوشیروان روحانی | انوشیروان روحانی |
| زیر بال سرنوشت  |                |                  |                  |
| رقص کمر         |                |                  |                  |
| خلیم            |                |                  |                  |
| مرغ پر بسته     | حسین صمدی      | حسین صمدی        |                  |
| الستون و ولستون | بامداد جویباری | بامداد جویباری   |                  |
| کو حبیبم        |                |                  |                  |
| بیا ای آشنا     | مسعود هوشمند   | حسین واثقی       |                  |
| خدا خدا         |                |                  |                  |
| آقا خوشگله      |                |                  |                  |
| ای خدا          |                |                  |                  |
| بازیگوش         |                |                  |                  |

اوستا کریم
| نام ترانه    | ترانه‌سرا                      | آهنگساز          | تنظیم     |
| ------------ | ----------------------------- | ---------------- | --------- |
| خاطرخواه     | هما میرافشار                  | انوشیروان روحانی | امیر بدخش |
| لیلا         | محمدتقی زرین چنگ شیرازی (وفا) | حسن صفری         | امیر بدخش |
| می‌خوام برقصم | محمد علی شیرازی               | همایون خرم       | امیر بدخش |
| کی گفته      | رضا شمسا                      | حسین واثقی       | امیر بدخش |
| اوستا کریم   | نظام فاطمی                    | انوشیروان روحانی | امیر بدخش |
| چشم چرون     | رضا شمسا                      | حسین واثقی       | امیر بدخش |
| کاکو         | مسعود هوشمند                  | حسین واثقی       | امیر بدخش |
| رمز و راز    | تورج نگهبان                   | همایون خرم       | امیر بدخش |

قاصدک
| نام ترانه       | ترانه‌سرا     | آهنگ‌ساز     | تنظیم |
| --------------- | ------------ | ----------- | ----- |
| بمون تا بمونم   | مسعود هوشمند | حسین واثقی  |       |
| چی بگم          | مسعود هوشمند | حسین واثقی  |       |
| قاصدک           |              |             |       |
| غرور            |              |             |       |
| هم آواز         |              |             |       |
| هرگز            |              |             |       |
| هزار مشکل       |              |             |       |
| خلوت            |              |             |       |
| کو از وفا نشونه | رضا شمسا     | ناصر تبریزی |       |
| ناز دهانت       | رضا شمسا     | ناصر تبریزی |       |
| راه خطا         |              |             |       |
| زنگ در          |              |             |       |

حیرون
| نام ترانه           | ترانه‌سرا     | آهنگ‌ساز          | تنظیم |
| ------------------- | ------------ | ---------------- | ----- |
| حیرون               |              |                  |       |
| کو دیگه             | رضا شمسا     | حسین واثقی       |       |
| قلب پاک             | حسین واثقی   | حسین واثقی       |       |
| سرنوشت              |              |                  |       |
| کتاب زندگی          |              |                  |       |
| دختر کولی           | رضا شمسا     | حسین واثقی       |       |
| تو رو من می‌پرستم    | حسین واثقی   | حسین واثقی       |       |
| بیقرار              |              |                  |       |
| شیطون بلا           | مسعود هوشمند | حسین واثقی       |       |
| غم تو دلم پا میذاره |              |                  |       |
| خاطرخواه            | هما میرافشار | انوشیروان روحانی |       |
| اشتباه کردی         | رضا شمسا     | حسین واثقی       |       |
| قرار                | رضا شمسا     | حسین واثقی       |       |
| حال من              |              |                  |       |
| با من نشین          | مسعود هوشمند | حسین واثقی       |       |
| بگو چیه             |              |                  |       |
| کولی                |              |                  |       |

لیلا
| نام ترانه     | ترانه‌سرا                      | آهنگ‌ساز          | تنظیم |
| ------------- | ----------------------------- | ---------------- | ----- |
| لیلا          | محمدتقی زرین چنگ شیرازی (وفا) | حسن صفری         |       |
| تویی تو       |                               |                  |       |
| درد عاشقی     |                               |                  |       |
| خوش باور      | رضا شمسا                      | حسین واثقی       |       |
| گناهه         |                               |                  |       |
| قصه تلخ       | رضا شمسا                      | حسین واثقی       |       |
| طناز          | حسین واثقی                    | حسین واثقی       |       |
| ای وای دل     |                               |                  |       |
| دست نگه‌دار    |                               |                  |       |
| اوستا کریم    | نظام فاطمی                    | انوشیروان روحانی |       |
| هزار خاطرخواه |                               |                  |       |

شیرین لب یار
| نام ترانه       | ترانه‌سرا        | آهنگساز    | تنظیم |
| --------------- | --------------- | ---------- | ----- |
| امید دل‌ها       | الهام           | عهدیه      | ورقا  |
| تا کی           | الهام           | عهدیه      | ورقا  |
| فریاد از این دل | الهام           | عهدیه      | ورقا  |
| بازآمدی         | معینی کرمانشاهی | همایون خرم | ورقا  |
| تمنای دِگر       | عندلیب          | عهدیه      | ورقا  |
| شیرین لب یار    | عندلیب          | ورقا       | ورقا  |

تک خال
| نام ترانه    | ترانه‌سرا   | آهنگ‌ساز    | تنظیم |
| ------------ | ---------- | ---------- | ----- |
| عاشقانه      |            |            |       |
| سال نو       |            |            |       |
| ایران        | حسین واثقی | حسین واثقی |       |
| تک خال       |            |            |       |
| دریا         |            |            |       |
| سلیمان       |            |            |       |
| سالار        |            |            |       |
| سلام به دریا |            |            |       |
| نغمه آسمانی  |            |            |       |
| چابک‌سوار     |            |            |       |

از ایران می‌گویم
| نام ترانه       | ترانه‌سرا            | آهنگ‌ساز          | تنظیم            |
| --------------- | ------------------- | ---------------- | ---------------- |
| از ایران می‌گویم | امیل                | عهدیه            | ورقا بدیعی       |
| خوشا که می‌رقصی  | مانی                | عهدیه            | ورقا بدیعی       |
| مادران باغ لاله | فائزه زرگران        | عهدیه            | حسین پاکروان     |
| بانوی ایرانی    | مانی                | عهدیه            | ورقا بدیعی       |
| شهزاده          | بیژن ترقی           | همایون خرم       | ورقا بدیعی       |
| بهترین روز خدا  | شهلا نبیل زاده/امیل | عهدیه            | حسین پاکروان     |
| طاهره           | مانی                | عهدیه            | حسین پاکروان     |
| سلطان قلب‌ها     | محمد علی شیرازی     | انوشیروان روحانی | انوشیروان روحانی |
| درنا            | مانی                | عهدیه            | ورقا بدیعی       |

## آهنگ‌شناسی در فیلم‌ها
| 1. دو مرد خشن (۱۳۵۷) 2. گدای اشراف‌زاده (۱۳۵۷) 3. جانی و تپل (۱۳۵۶) 4. حرمت رفیق (۱۳۵۶) 5. خاتون (۱۳۵۶) 6. زن (۱۳۵۶) 7. کوچ (۱۳۵۶) 8. نان و نمک (۱۳۵۶) 9. یکی خوش صدا یکی خوش دست (۱۳۵۶) 10. با هم ولی تنها (۱۳۵۵) 11. پیش‌کسوت (۱۳۵۵) 12. جاهل و رقاصه (۱۳۵۵) 13. جدال (۱۳۵۵) 14. دلقک (۱۳۵۵) 15. ستیز (۱۳۵۵) 16. سیاه بخت (۱۳۵۵) 17. سینه‌چاک (۱۳۵۵) 18. شادی‌های زندگی (۱۳۵۵) 19. شوهر جونم عاشق شده (۱۳۵۵) 20. عنتر و منتر (۱۳۵۵) 21. غیرت (۱۳۵۵) 22. قادر (۱۳۵۵) 23. کلک نزن خوشگله (۱۳۵۵) 24. هیولا (۱۳۵۵) 25. آلوده (۱۳۵۴) 26. اخم نکن سرکار (۱۳۵۴) 27. انگشت‌نما (۱۳۵۴) 28. بابا خالدار (۱۳۵۴) 29. پاشنه طلا (۱۳۵۴) 30. تعصب (۱۳۵۴) 31. تیرانداز (۱۳۵۴) 32. جنجال (۱۳۵۴) 33. چشمان بسته (۱۳۵۴) 34. خداحافظ کوچولو (۱۳۵۴) 35. دزد سوم (۱۳۵۴) 36. رانده شده (۱۳۵۴) 37. دفاع از ناموس (۱۳۵۴) 38. رانده شده (۱۳۵۴) 39. راننده اجباری (۱۳۵۴) 40. رقیب (۱۳۵۴) 41. زیبای پررو (۱۳۵۴) 42. شبگرد (۱۳۵۴) 43. شرف (۱۳۵۴) 44. عبور از مرز زندگی (۱۳۵۴) 45. غلام زنگی (۱۳۵۴) 46. فرار از حجله (۱۳۵۴) 47. قسم (۱۳۵۴) 48. کینه (۱۳۵۴) 49. مشکی (۱۳۵۴) 50. هم قسم (۱۳۵۴) 51. همت (۱۳۵۴) 52. هوس (۱۳۵۴) 53. هیچ‌کسی بابا نمیشه (۱۳۵۴) 54. آب توبه (۱۳۵۳) 55. آقا مهدی وارد می‌شود (۱۳۵۳) 56. ابرمرد (۱۳۵۳) 57. الکی خوش (۱۳۵۳) 58. اوستا کریم نوکرتیم (۱۳۵۳) 59. این دست کجه (۱۳۵۳) 60. بزن بریم دزدی (۱۳۵۳) 61. پری خوشگله (۱۳۵۳) 62. تهمت (۱۳۵۳) 63. جوانمرد (۱۳۵۳) 64. جوجه فکلی (۱۳۵۳) 65. دختران بلا، مردان ناقلا (۱۳۵۳) 66. دروغگوی کوچولو (۱۳۵۳) 67. دکتر و رقاصه (۱۳۵۳) 68. سلام بر عشق (۱۳۵۳) 69. شوهر کرایه‌ای (۱۳۵۳) 70. عروس پابرهنه (۱۳۵۳) 71. گل پری جون (۱۳۵۳) 72. گلنسا در پاریس (۱۳۵۳) 73. ماجراجویان خشن (۱۳۵۳) 74. مرد شب (۱۳۵۳)۷۵ 75. مرغ همسایه (۱۳۵۳) 76. مهدی فرنگی (۱۳۵۳) 77. میرم بابا بخرم (۱۳۵۳) 78. هرجایی (۱۳۵۳) 79. آقای جاهل (۱۳۵۲) 80. بدکاران (۱۳۵۲) 81. بندری (۱۳۵۲) 82. بیگانه (۱۳۵۲) 83. پاپوش (۱۳۵۲) 84. پریزاد (۱۳۵۲) 85. - تیغ آفتاب (۱۳۵۲) 86. حریص (۱۳۵۲) 87. در آخرین لحظه (۱۳۵۲) 88. دشمن (۱۳۵۲) 89. دل خودش می‌خواد (۱۳۵۲) 90. دو کبوتر (۱۳۵۲) 91. سراب (۱۳۵۲) 92. ۹ شرور (۱۳۵۲) 93. صخره سیاه (۱۳۵۲) 94. غول (۱۳۵۲) 95. قصه شب (۱۳۵۲) 96. کاکا سیاه (۱۳۵۲) 97. کج کلاخان (۱۳۵۲) 98. کی دسته گل به آب داده؟ (۱۳۵۲) 99. مترس (۱۳۵۲) 100. محبوب بچه‌ها (۱۳۵۲) 101. مردها و نامردها (۱۳۵۲) 102. مروارید (۱۳۵۲) 103. معشوقه (۱۳۵۲) 104. مکافات (۱۳۵۲) 105. ناخدا (۱۳۵۲) 106. ناخدا باخدا (۱۳۵۲) 107. نامحرم (۱۳۵۲) 108. هفت دلاور (۱۳۵۲) 109. آشوبگر (۱۳۵۱) 110. بابا نان داد (۱۳۵۱) 111. باشرف‌ها (۱۳۵۱) 112. توبه (۱۳۵۱) 113. جهنم + من (۱۳۵۱) 114. ساحره (۱۳۵۱) 115. شیر بها (۱۳۵۱) 116. ظفر (۱۳۵۱) 117. فرار از زندگی (۱۳۵۱) 118. قایقرانان (۱۳۵۱) 119. مهدی مشکی و شلوارک داغ (۱۳۵۱) 120. میخک سفید (۱۳۵۱) 121. نانجیب (۱۳۵۱) 122. همیشه قهرمان (۱۳۵۱) 123. یک جو غیرت (۱۳۵۱) 124. بده در راه خدا (۱۳۵۰) 125. خوشگل محله (۱۳۵۰) 126. زن یکشنبه (۱۳۵۰) 127. شب عروسی (۱۳۵۰) 128. یاقوت سه‌چشم (۱۳۴۹) 129. شوهر پاستوریزه (۱۳۴۹) 130. سوگلی (۱۳۴۹) 131. حسن کچل (۱۳۴۹) 132. جدایی (۱۳۴۸) 133. دنیای آبی (۱۳۴۸) 134. قصر زرین (۱۳۴۸) 135. بسترهای جداگانه (۱۳۴۷) 136. بهرام شیردل (۱۳۴۷) 137. دشت سرخ (۱۳۴۷) 138. عشق قارون (۱۳۴۷) 139. گرداب گناه (۱۳۴۷) 140. غروب بت‌پرستان (۱۳۴۷) 141. هفت دختر برای هفت پسر (۱۳۴۷) 142. علی بابا و چهل دزد (۱۳۴۶) 143. فردای باشکوه (۱۳۴۶) 144. گوهر شب چراغ (۱۳۴۶) 145. مرد دو چهره (۱۳۴۶) 146. امیرارسلان نامدار (۱۳۴۵) 147. دختر کدخدا (۱۳۴۵) 148. کلید بهشت (۱۳۴۵) 149. نخاله قهرمان (۱۳۴۵) 150. سلطان قلبها (۱۳۴۷) 151. روسپی (۱۳۴۸) 152. دالاهو (۱۳۴۶) 153. هفت شهر عشق (۱۳۴۶) |